# Південноафриканська котяча акула натальська
Південноафриканська котяча акула натальська (Haploblepharus kistnasamyi) — акула з роду Південноафриканська котяча акула родини Котячі акули. Інші назви «ляклива натальська акула», «щасливий хлопець», «пампушкова котяча акула».

## Опис
Загальна довжина досягає 50,4 см. Зовнішні схожа з Haploblepharus edwardsii. Голова трохи сплощена. Морда широка і округла. Очі великі, мигдалеподібні з мигальною перетинкою. Зіниці щілиноподібні. під очима присутні маленькі горбики. За очима розташовані маленькі бризкальця. Ніздрі дуже великі з довгими трикутними носовими клапанами. Губні борозни глибокі та короткі. Рот короткий та вигнутий. Зуби дрібні, з 3 верхівками, де центральна є високою та гострою, а бокові — маленькі. У неї 5 пар зябрових щілин, що розташовані за головою відносно високо. Тулуб кремезний. Шкура груба й товста, вкрита лускою листоподібної форми, сильно кальциновані, мають хребці з гострими кінчиками. Грудні плавці відносно великі, розвинені. Має 2 маленьких спинних плавця. Передній спинний плавець лише трошки більше за задній. Передній плавець розташовано позаду черевних плавців, задній — анального. Анальний плавець широкий та низький. Хвостовий плавець витягнутий, гетероцеркальний. Хвостовий плавець короткий, широкий, гетероцеркальний. Хвостове стебло стиснуто з боків.
Забарвлення спини коричневе з яскраво вираженими темно-коричневими сідлоподібними плямами H-подібної форми. Проміжки між плямами рясно вкриті білими крапочками та темними цяточками.

## Спосіб життя
Тримається на глибинах до 30 м. Воліє до скелястого, кам'янистого, піщаного ґрунту, рифових укриттів. Доволі млява та повільна акула. Вдень відпочиває, активна вночі. Полює біля дна, є бентофагом. Живиться ракоподібними та маленькими головоногими молюсками, а також дрібними костистими рибами.
Статева зрілість настає у самців при розмірі 50 см, самиць — 48 см. Це яйцекладна акула. Самиця відкладає 2 яйця з вусиками, якими чіпляється до каміння, рифів або підводних рослин.
Не є об'єктом промислового вилову. На кількість впливає низька репродуктивність, погана екологічна ситуація, вплив трального вилову риб.

## Розповсюдження
Мешкає уздовж узбережжя Західної Капської провінції, Східної Капської провінції, провінції Квазулу-Наталь. Дорослі особини трапляються лише біля останньої провінції. Площа ареалу становить 100 км².